# Себектет
Себектет, правильнее Себекет (sbkt) — древнеегипетская богиня, сопутствовавшая Себеку. Появилась в поздний период.

## Связь с Себеком
Начиная с Позднего периода являлась женой и живой параллелью бога Нила, воды и воинства — Себека. Её именовали «великая владычица Себектет». Изображалась с головой крокодила, как и Себек, и выполняла те же функции, что и он. Её имя встречается в демотических текстах из Фаюма. По мнению И. М. Волкова, «Себекет» представляла собой не супругу, а женскую форму самого Себека; один раз Себекет показана с львиной головой, в другой раз — в виде человека с эпитетом nb(t) nbjt «владычица Омбоса».